# Urophora digna
Urophora digna är en tvåvingeart som beskrevs av Richter 1975. Urophora digna ingår i släktet Urophora och familjen borrflugor.
Artens utbredningsområde är Mongoliet. Inga underarter finns listade i Catalogue of Life.